# Gevecht met de goden
Gevecht met de goden (Engelse titel: World Without Stars) is een sciencefictionroman uit 1966 van de Amerikaanse schrijver Poul Anderson. Het is niet duidelijk wanneer het verhaal zich afspeelt, want de mensheid heeft inmiddels een "bijna" onsterfelijkheid bereikt. De enige tijdsaanduiding in het boek wordt vermeld op een grafzerk. Mary O'Meara, die een bijrol in het boek vertolkt, stierf in 2037. 

## Verhaal
Het ruimteschip "Meteoor" is op weg naar een planeet in een uithoek van het heelal, die gemakshalve met Gindsplaneet wordt aangeduid. De echte naam is eenvoudig weg te moeilijk voor mensen om uit te spreken. Bij de interstellaire sprong gaat iets mis, waardoor een noodlanding gemaakt moet worden op een naburige planeet. De omstandigheden waaronder de bemanning onder leiding van kapitein Filipe Argens moet zien te overleven zijn zwaar. Er zijn bijvoorbeeld nauwelijks metalen voorhanden en het klimaat is tropisch. De wereld wordt bewoond door twee soorten intelligente wezens: de goddelijke Ai Chun en de door hun als willoze werktuigen gebruikte Niao. Omdat de Ai Chun niet geloven dat er in het heelal nog andere levende wezens bestaan, moeten de ruimtevaarders vernietigd worden. De bemanning wordt zo gedwongen partij te kiezen in een conflict, waardoor het evenwicht tussen de twee volken bewaard blijft en een terugreis naar huis mogelijk blijft.